# 村上駅 (千葉県)

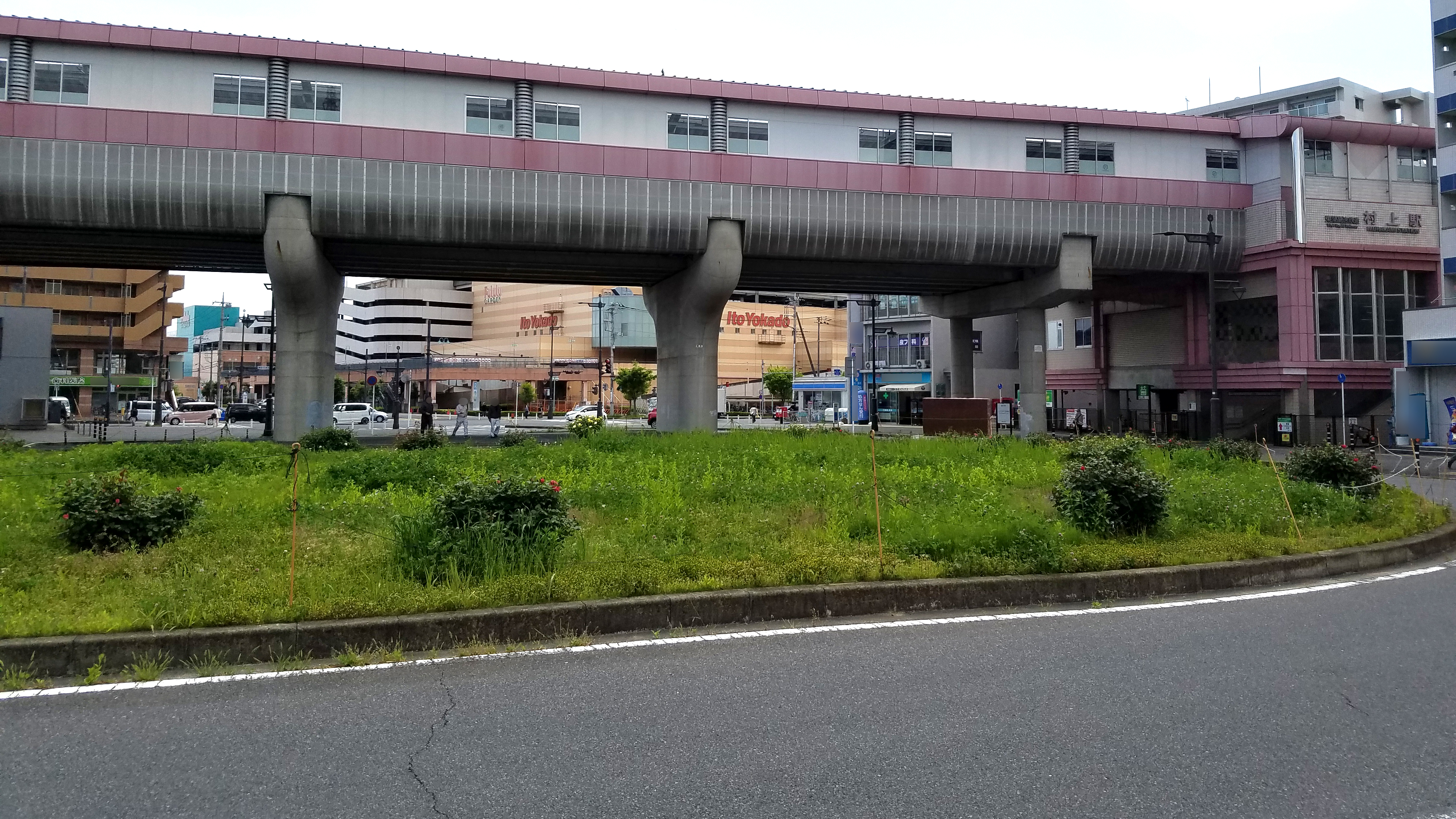
駅舎北側（2021年4月）

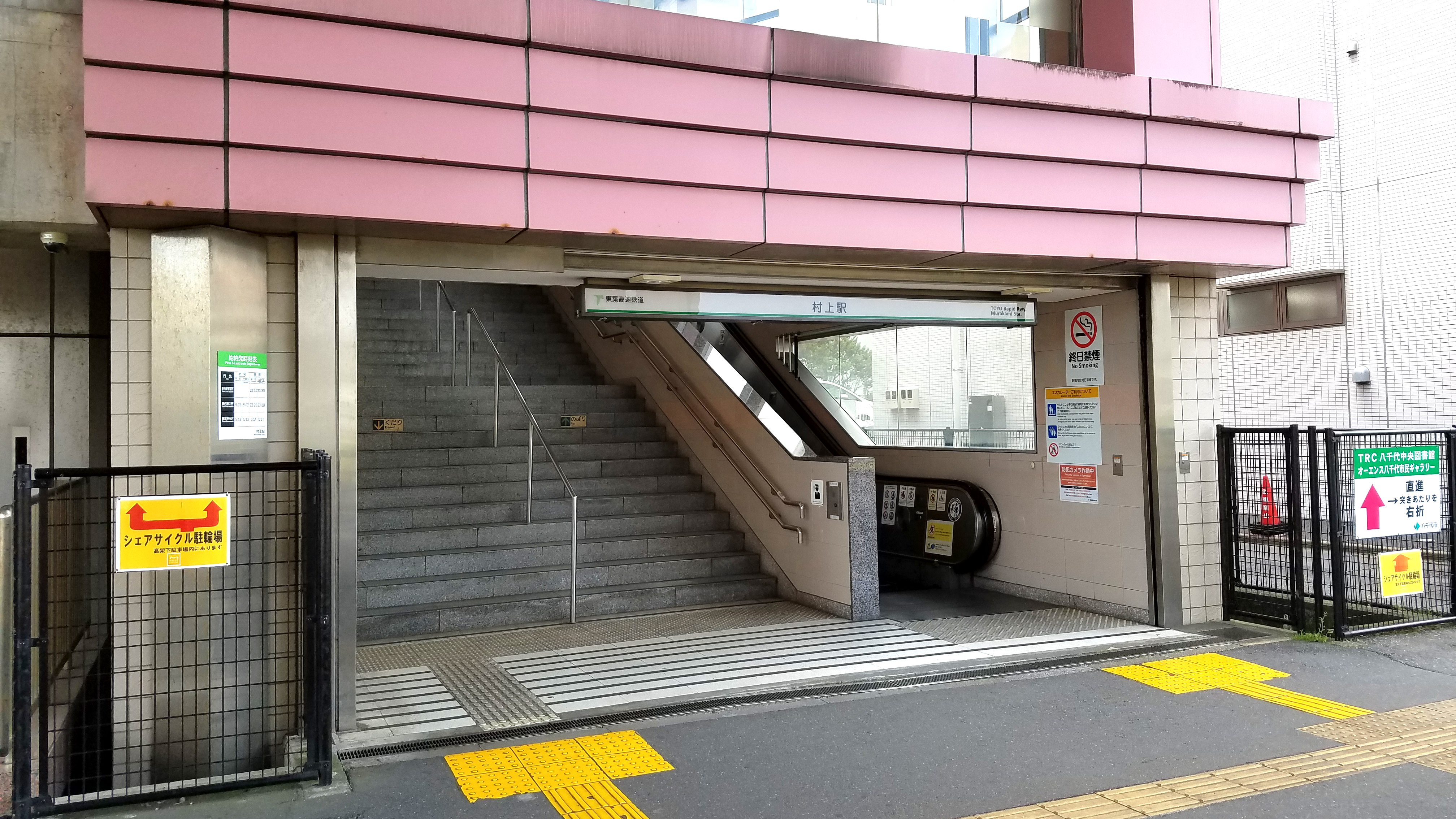
駅出入口（2021年4月）

村上駅（むらかみえき）は、千葉県八千代市村上南一丁目にある、東葉高速鉄道東葉高速線の駅である。駅番号はTR08。

## 歴史

### 年表
- 1990年（平成2年）4月27日：住民要望で請願駅として追加設置することが決定[2]。当駅の建設費用は「八千代市村上駅建設促進期成連盟」が19億418万円を負担した[3]。
- 1995年（平成7年）8月17日：駅名が決定[4]。
- 1996年（平成8年）4月27日：開業[1]。
- 2008年（平成20年）
  - 1月23日：ホーム待合室設置工事開始。
  - 3月下旬：ホーム待合室供用開始。

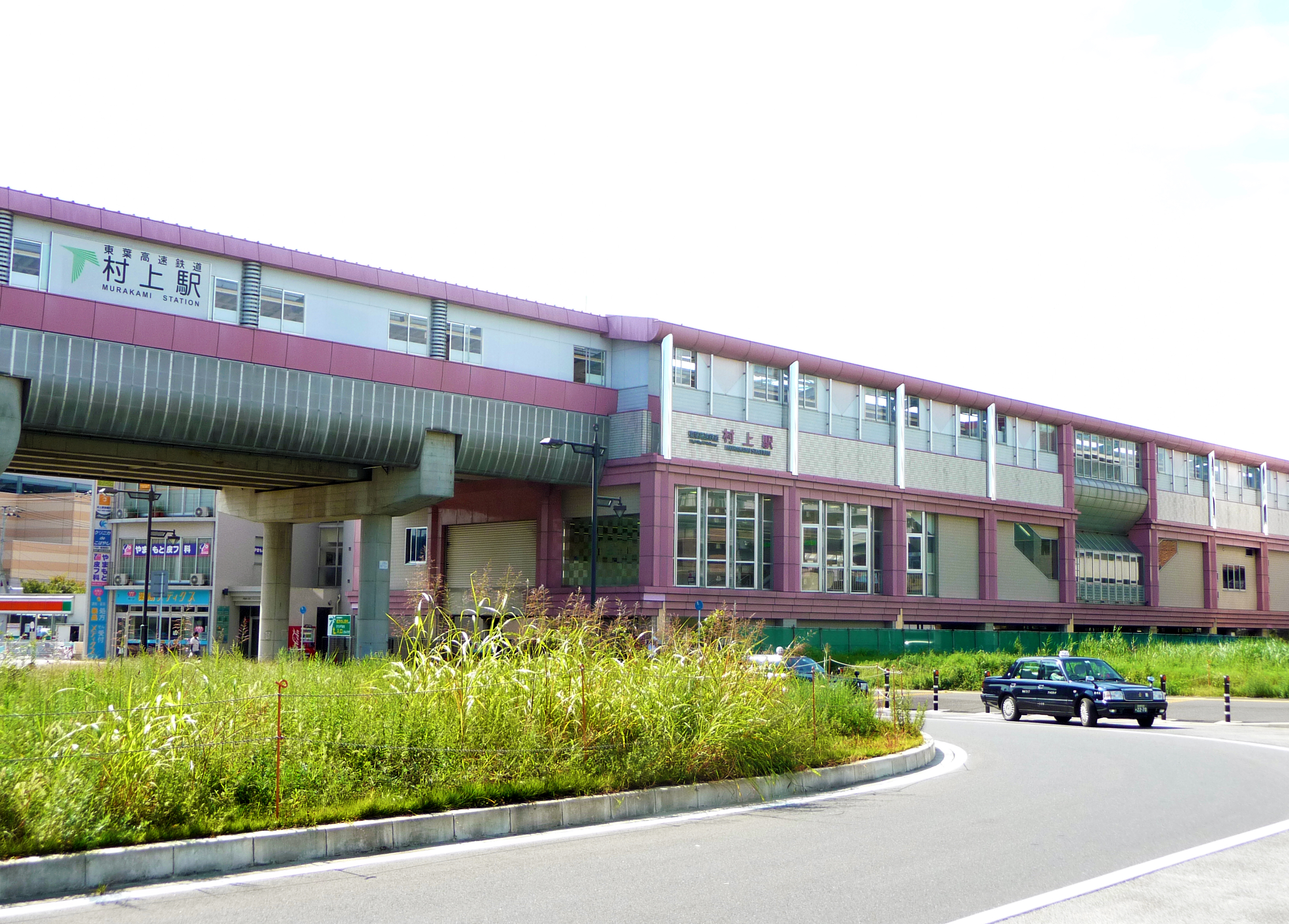
駅前マンション建設前の駅舎北側（2009年10月）

## 駅構造
相対式ホーム2面2線を有する高架駅。駅舎は朱色系を基調としている。2階部分が改札口、3階部分がホームで、地上の入口から改札口まではエスカレーターと階段とエレベーターで結ばれている。改札口からホームまではエスカレーターと階段とエレベーターで結ばれている。
ホームには待合室が設置されている。これは八千代緑が丘駅、八千代中央駅、飯山満駅に次いで4番目の設置である。

### のりば
| 番線 | 路線       | 方向 | 行先                         |
| ---- | ---------- | ---- | ---------------------------- |
| 1    | 東葉高速線 | 下り | 東葉勝田台方面               |
| 2    | 東葉高速線 | 上り | 八千代中央・西船橋・中野方面 |

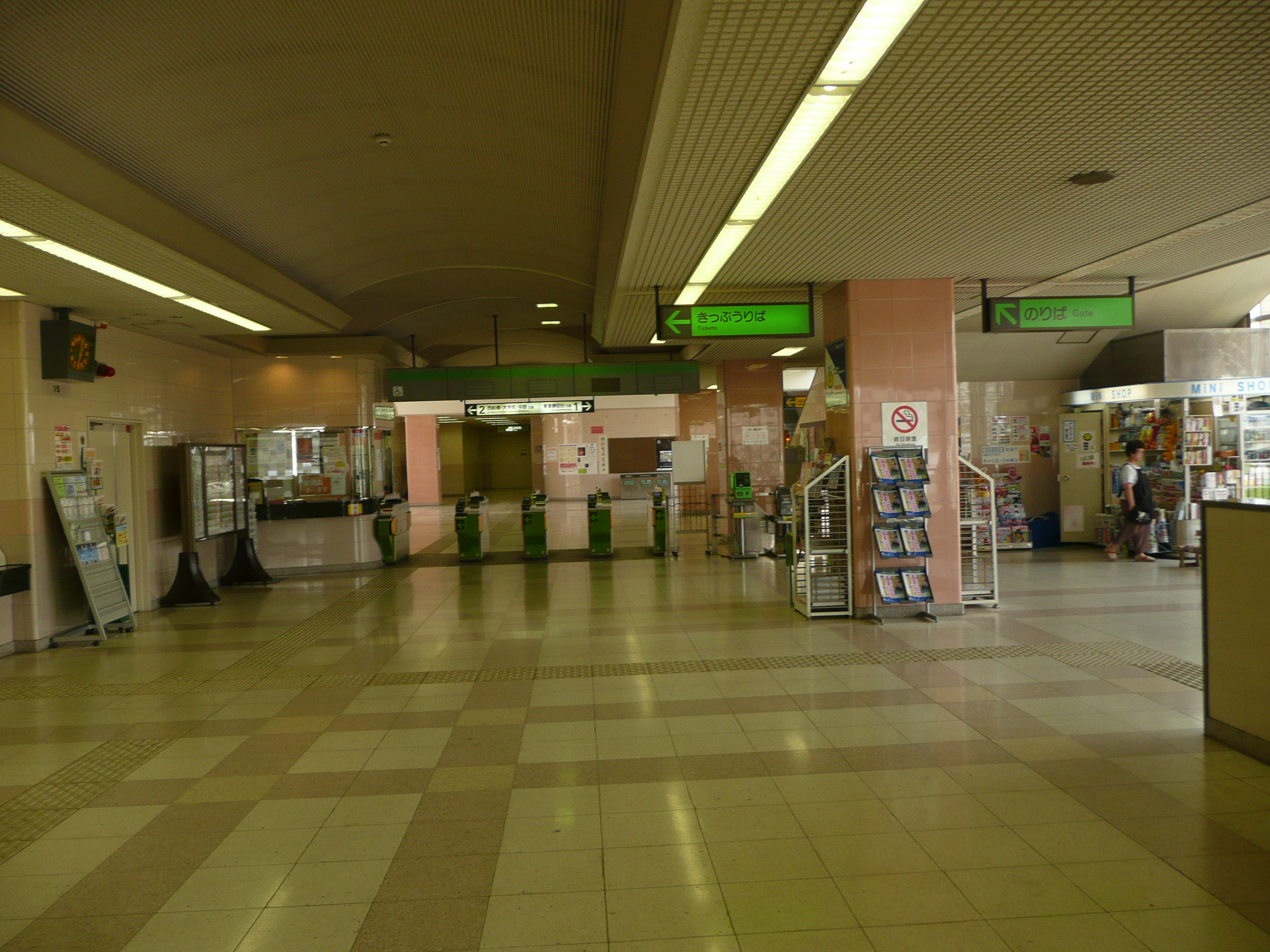
改札口（2008年7月）
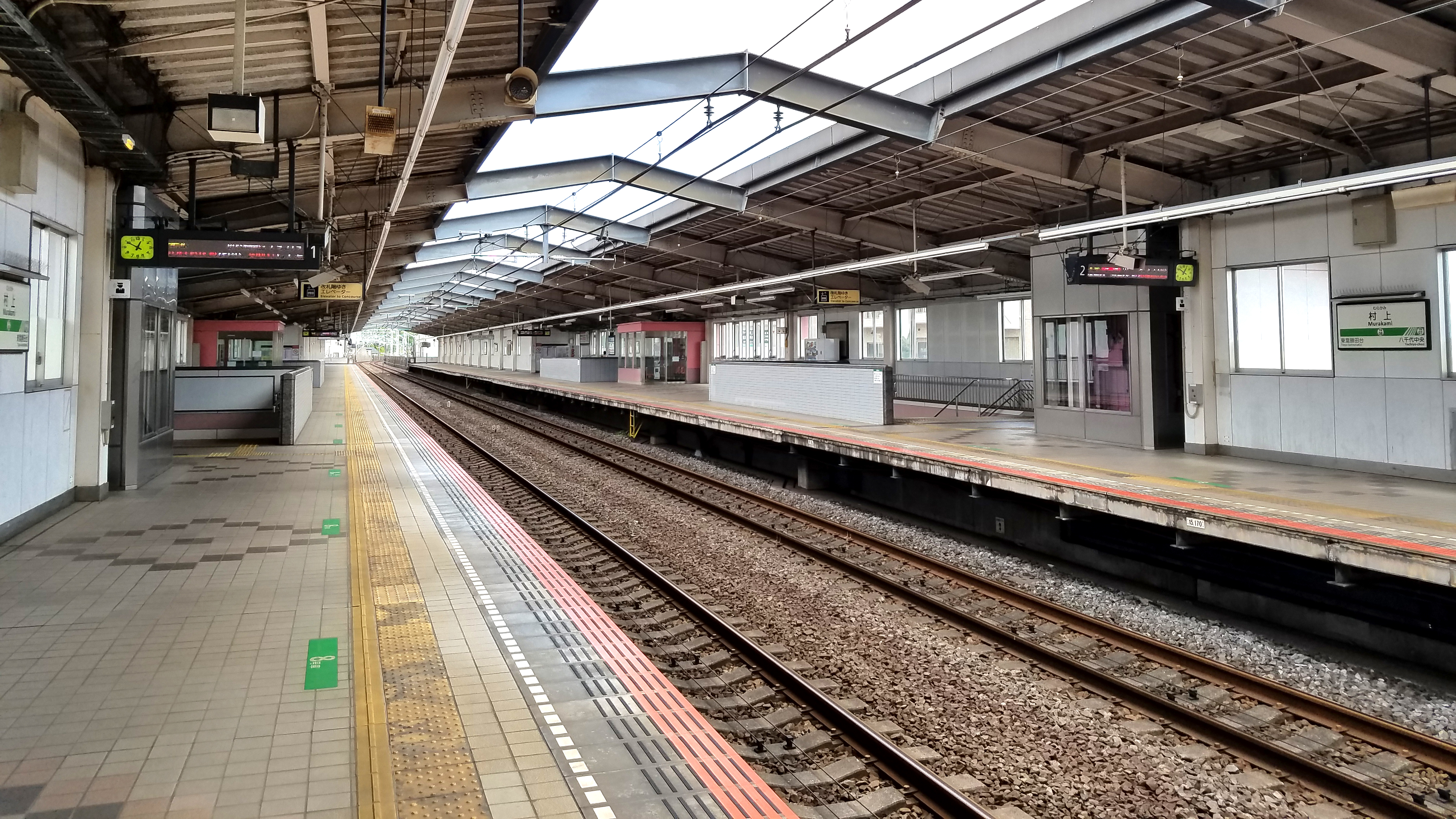
駅ホーム（2021年4月）

## 利用状況
2022年度の一日平均乗車人員は3,141人で過去最高となった。
近年の1日平均乗車人員推移は下表の通りである。
| 年度               | 1日平均 乗降人員 | 1日平均 乗車人員 | 出典     |
| ------------------ | ---------------- | ---------------- | -------- |
| 1996年（平成08年） |                  | 554              | [ * 2 ]  |
| 1997年（平成09年） |                  | 638              | [ * 3 ]  |
| 1998年（平成10年） |                  | 694              | [ * 4 ]  |
| 1999年（平成11年） |                  | 727              | [ * 5 ]  |
| 2000年（平成12年） |                  | 835              | [ * 6 ]  |
| 2001年（平成13年） |                  | 963              | [ * 7 ]  |
| 2002年（平成14年） |                  | 1,652            | [ * 8 ]  |
| 2003年（平成15年） |                  | 1,872            | [ * 9 ]  |
| 2004年（平成16年） |                  | 1,892            | [ * 10 ] |
| 2005年（平成17年） |                  | 1,898            | [ * 11 ] |
| 2006年（平成18年） |                  | 1,936            | [ * 12 ] |
| 2007年（平成19年） |                  | 2,098            | [ * 13 ] |
| 2008年（平成20年） | 4,184            | 2,230            |          |
| 2009年（平成21年） | 4,164            | 2,193            |          |
| 2010年（平成22年） | 4,334            | 2,269            |          |
| 2011年（平成23年） | 4,422            | 2,302            |          |
| 2012年（平成24年） | 4,753            | 2,469            |          |
| 2013年（平成25年） | 4,980            | 2,577            |          |
| 2014年（平成26年） | 5,268            | 2,652            |          |
| 2015年（平成27年） | 5,460            | 2,749            |          |
| 2016年（平成28年） | 5,695            | 2,865            |          |
| 2017年（平成29年） | 5,875            | 2,951            |          |
| 2018年（平成30年） | 5,952            | 2,992            |          |
| 2019年（令和元年） | 6,030            | 3,032            |          |
| 2020年（令和02年） | 4,836            | 2,433            |          |
| 2021年（令和03年） | 5,399            | 2,722            |          |
| 2022年（令和04年） | 6,223            | 3,141            |          |
| 2022年（令和04年） | 6,735            |                  |          |

## 駅周辺

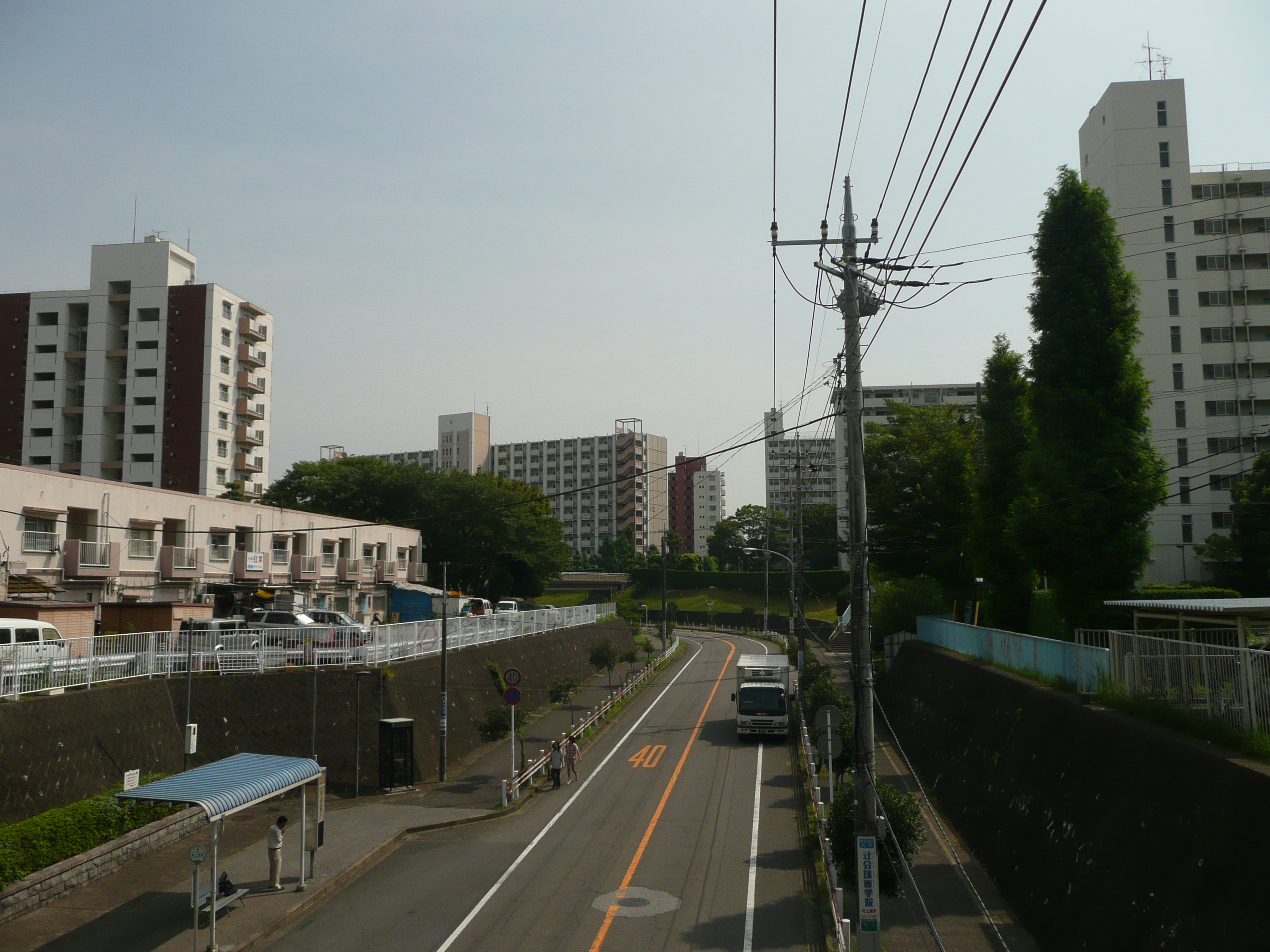
村上団地

駅西側には国道16号、南側には国道296号が走る。駅出入口より南側・北側に分かれる。東葉高速鉄道の駅構内図には、南側を国道16号方面、北側を村上団地方面と表記しており、北口・南口とは表記されていない。

### 北側
- 八千代市立郷土博物館
- やちよ絵手紙の森美術館
- 千葉県立八千代東高等学校
- 八千代市立村上中学校
- 八千代市立村上東中学校
- 八千代市立村上小学校
- 八千代市立村上東小学校
- セントマーガレット病院
- 八千代村上郵便局
- 千葉興業銀行 勝田台支店村上出張所

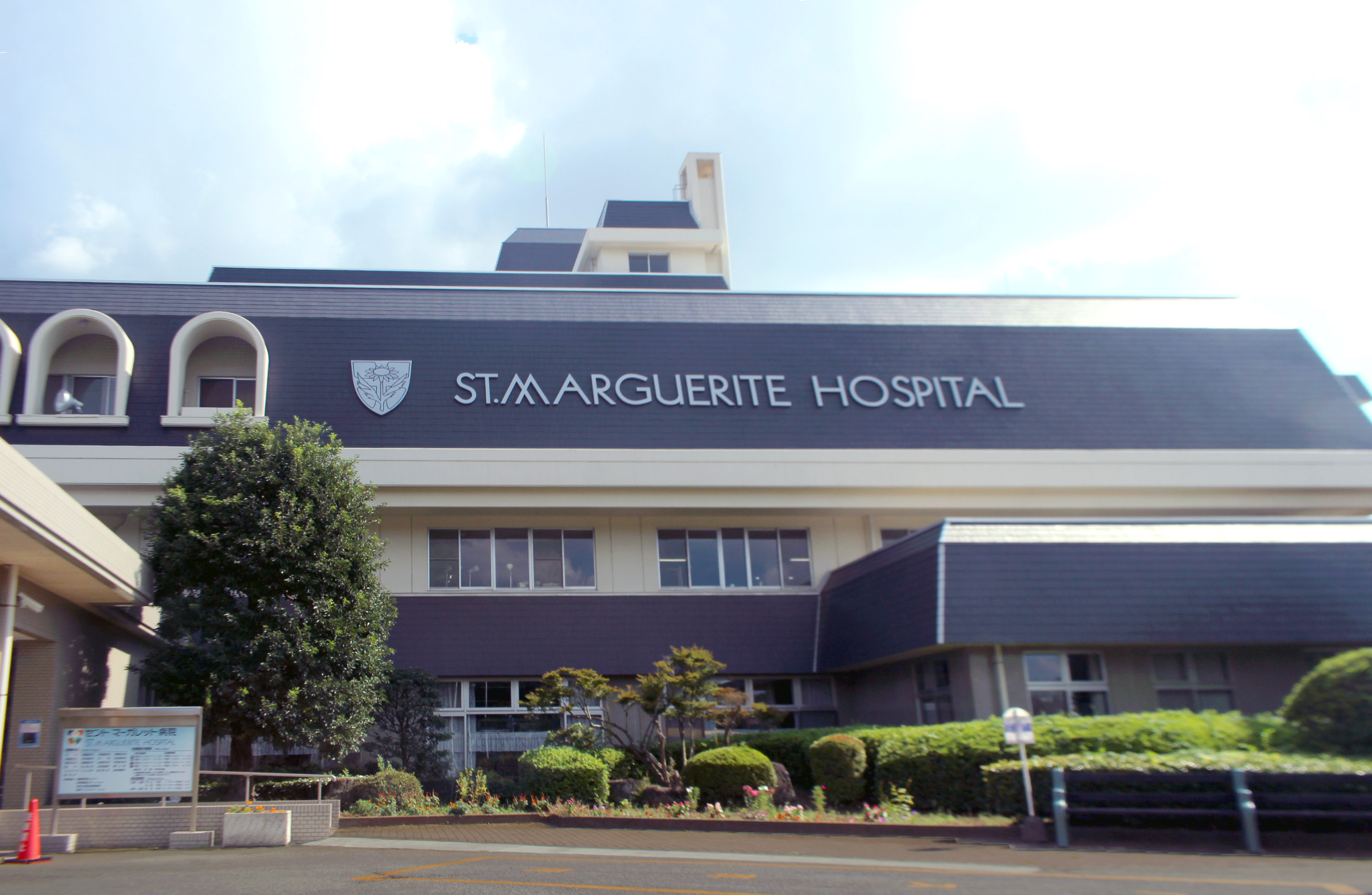
セントマーガレット病院

- ゆうちょ銀行 フルルガーデン八千代店出張所
- ジャパンミート生鮮館 八千代店
- ヨークマート 八千代村上店
- MEGAドン・キホーテ 八千代16号バイパス店
- ジョイフル本田 八千代店
- 千葉県立八千代広域公園
  - 八千代市総合グラウンド
  - TRC八千代中央図書館
- 村上団地
- 村上緑地公園
- 村上中央公園
- 村上神明公園
- 村上第1公園
- 根上神社古墳

### 南側

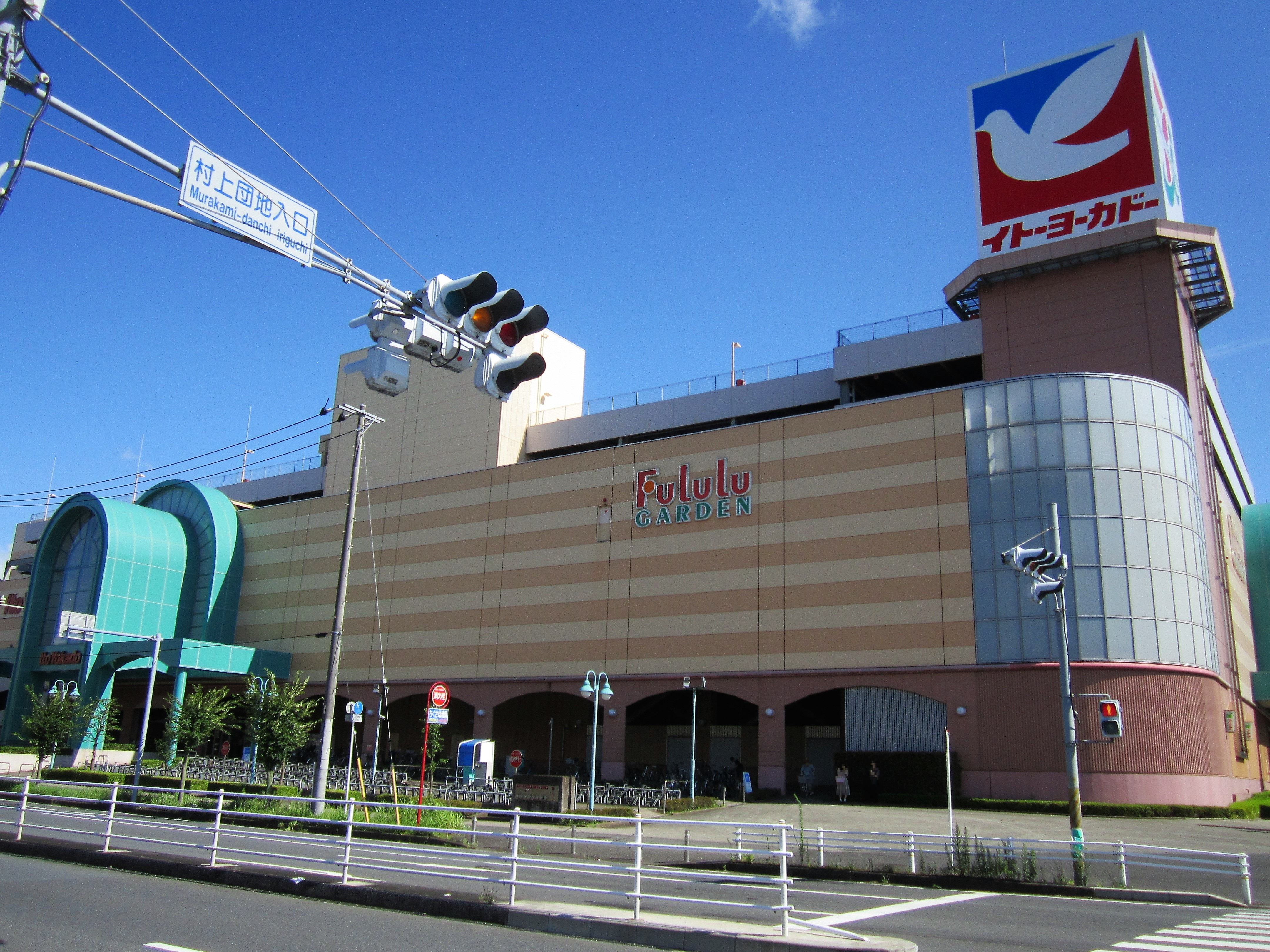
フルルガーデン八千代

南東側には東葉勝田台駅・勝田台駅があり、約1.5キロメートル（徒歩約20分）の距離に位置する。
- 八千代警察署 村上駅前交番
- 千葉県立八千代高等学校（最寄り駅は東葉勝田台駅・勝田台駅）
- フルルガーデン八千代[7]
  - イトーヨーカドー 八千代店
- ヤマダデンキ テックランド八千代店
- 八千代総合運動公園
  - 八千代市民体育館
  - 桜の広場
- 辺田前2号公園
- 黒沢池近隣公園
- 黒沢池市民の森

## バス路線
停留所名は「村上駅」である。
- 東洋バス：八千代中央駅・村上団地方面（八千代中央村上線）※八千代中央駅行、村上団地行ともに1日1本のみ、土休日運休

近隣の「イトーヨーカドー八千代店」停留所（国道16号沿い）から東洋バスの米本団地・勝田台駅方面が1時間あたり4本程度発着する。

## 隣の駅
東葉高速鉄道
 東葉高速線（東葉高速線内は全列車各駅に停車）
八千代中央駅 (TR07) - 村上駅 (TR08) - 東葉勝田台駅 (TR09)

### 利用状況
千葉県統計年鑑
1. 1 2  令和5年
2. ↑  平成9年
3. ↑  平成10年
4. ↑  平成11年
5. ↑  平成12年
6. ↑  平成13年
7. ↑  平成14年
8. ↑  平成15年
9. ↑  平成16年
10. ↑  平成17年
11. ↑  平成18年
12. ↑  平成19年
13. ↑  平成20年
14. ↑  平成21年
15. ↑  平成22年
16. ↑  平成23年
17. ↑  平成24年
18. ↑  平成25年
19. ↑  平成26年
20. ↑  平成27年
21. ↑  平成28年
22. ↑  平成29年
23. ↑  平成30年
24. ↑  令和元年
25. ↑  令和2年
26. ↑  令和3年
27. ↑  令和4年

八千代市統計書
1. 1 2  『令和6年版 八千代市統計書 4.東葉高速鉄道駅別乗降客数』（xlsx）八千代市。2025年5月19日閲覧。
2. 1 2 3 4 5  『八千代市各種統計データ 4.東葉高速鉄道駅別乗降客数』（xls）八千代市。オリジナルの2014年11月11日時点におけるアーカイブ。2025年1月26日閲覧。
3. 1 2 3 4 5  『平成30年版 八千代市統計書 4.東葉高速鉄道駅別乗降客数』（xlsx）八千代市。オリジナルの2019年11月6日時点におけるアーカイブ。2025年1月26日閲覧。
4. 1 2 3 4 5  『令和5年版 八千代市統計書 4.東葉高速鉄道駅別乗降客数』（xlsx）八千代市。オリジナルの2024年11月5日時点におけるアーカイブ。2025年1月26日閲覧。